# Провінція Кадзуса
Провінція Кадзу́са (яп. 上総国 — кадзуса но куні, «країна Кадзуса»; 南総州 — нансосю, «провінція Південна Фуса») — історична провінція Японії у регіоні Канто на сході острова Хонсю. Розташована на півострові Босо. Відповідає центральній частині сучасної префектури Тіба.

## Короткі відомості
Віддавна Кадзуса була складовою держави Фуса (総国), яка у 7 столітті була поділена яматоськими монархами на дві адміністративні одиниці — Кадзуса (上総, «верхня Фуса») і Сімоса (下総, «нижня Фуса»). Більшість населення провінції складали племена еміші, які поступово були асимільовані яматосцями.
Після ряду територіальних змін, кордони провінції Кадзуса закріпилися у 8 столітті. Її адміністративний центр знаходився у сучасному місті Ітіхара.
Віддаленість від столиці та небезпека нападів сусідніх племен еміші перетворили провінцію Кадзуса на один з форпостів японського самурайства. До кінця 12 століття цими землями володів рід Тайра, представники якого навіть намагалися створити незалежну державу у регіоні Канто (повстання Тайри но Масакадо (931—940)).
З утворенням Камакурського сьоґунату (1185—1333) провінція Кадзуса була передана роду Асікаґа, васалу родини сьоґунів Мінамото.
У 14 столітті землі провінції належали родам Тіба, Нітта і Уесуґі. У 15 столітті Кадзусу контролював рід Масакі, а згодом рід Сатомі.
У період Едо (1603—1867) провінція була поділена на ряд дрібних ленів хан, найбільший з яких належав родині Курода.
У результаті адміністративної реформи 1873 року, провінція Кадзуса увійшла до новоствореної префектури Тіба.

## Повіти
- Амаха 天羽郡
- Ахіру 畔蒜郡
- Ісумі 夷灊郡
- Ітіхара 市原郡
- Мода 望陀郡
- Муся 武射郡
- Наґара 長柄郡
- Унакамі 海上郡
- Сусу 周淮郡
- Хабу 埴生郡
- Ямабе 山辺郡